# Променисте
Променисте (до 2025 року — Ізлучисте) — село в Україні, у Софіївській селищній територіальній громаді Криворізького району Дніпропетровської області.
Населення — 206 мешканців.

## Географія
Село розташоване на березі річки Кам'янка, у яку впадає річка Балка Григорівка. Вище за течією на відстані 1,5 км розташоване село Кам'янка, нижче за течією на відстані 2 км розташоване село Новогригорівка. На річці та її притоках зроблено кілька загат.

## Історія
Село було засноване в 1824 році вихідцями з Могилевської і Вітебської губерній як єврейська землеробська колонія, під назвою Ізлучисте в Херсонському повіті Херсонської губернії. Її інші назви, зокрема неофіційні: Кривий Плес, Криве Плесо, Кривоплес, Крівоплесівка.
Станом на 1886 рік у колонії євреїв Михайлівської волості Херсонського повіту Херсонської губернії мешкало 702 особи, налічувалось 54 двори, існували єврейський молитовний будинок та лавка.
У 1922–1924 роках були організовані колгоспи «Орач», «Прогрес», «Янів», «Трудовик». З 1928 року Ізлучисте — центр єврейської національної сільради. До 1938 року працювали єврейська школа, клуб, бібліотека.
У 1953 в селі працював маслозавод, директором якого був Шепанов А.М.,  механіком Тимченко К.М.,  технічним керівником  Лєдяєва.
Єврейське населення замордовано нацистами під час окупації у 2-гу світову війну.

## Населення

### Мова
Розподіл населення за рідною мовою за даними перепису 2001 року:
| Мова       | Відсоток |
| ---------- | -------- |
| українська | 98,5 %   |
| російська  | 1,5 %    |

## Інтернет-посилання
- Погода в селі Ізлучисте [Архівовано 20 грудня 2011 у Wayback Machine.]